# سیارک ۲۱۰۱۸۲
سیارک ۲۱۰۱۸۲ (به انگلیسی: 210182 Mazzini، نامگذاری:2006UE215)۲۱۰۱۸۲مین سیارک کشف شده‌است که در ۲۶ اکتبر ۲۰۰۶ کشف شد.